# Exorista grandiforceps
Exorista grandiforceps là một loài ruồi trong họ Tachinidae.